# 黃憲 (東漢)
黃憲（？—？），字叔度，以字行，汝南慎陽縣（今河南省正陽縣）人。黃憲家世貧賤，父親是為牛治病的牛醫。

## 生平
潁川荀淑到慎陽遊學，在旅館裡遇到黃憲。當時黃憲十四歲。荀淑感到奇異。秉燭夜談後，不忍離去。荀淑讚嘆說黃憲足以當他的老師。後來荀淑前去拜訪袁閬，還沒來得及寒暄，就先問說：「貴縣出了個顏淵，您認識他嗎？」袁閬肯定的說荀淑一定是見到黃叔度了。

### 牛醫兒
同郡的戴良才高倨傲，但外出時每每見到黃憲儀態端莊舉止嚴肅，回家後他總就覺得惘然若失,母親問他：「你又從牛醫兒那回來的吧？」戴良答說：「久久沒見到叔度，還不覺得不如他，但會見後，就會有『瞻之在前，忽焉在後』，那種深不可測的感覺。」後世將牛醫兒比喻為出身微賤而有聲望的人。

### 鄙吝復萌
陳蕃和周舉很欽佩黃憲的人品才學，常常說：「如果一個月內不跟黃憲交談，就會產生庸俗的念頭。」周乘常對別人說：「我要是有一段時間見不到黃憲，庸俗的念頭就又會再次萌芽。」
程炎震說范曄《後漢書·黃憲傳》提及這個典故時是闡明陳蕃和周舉交談時常常說這段話，而袁宏《後漢紀》則是周乘。
余嘉錫認為《世說新語·賞譽篇》注言「子居非陳仲舉、黃叔度之儔則不交」。所以這裡應該是指周乘，范書誤寫。

### 黃憲萬頃
郭泰年少時遊歷汝南，先到袁閬那邊，沒過夜就離開了，到了黃憲那，過了幾天才離開。有人詢問郭泰。郭泰認為袁閬的氣質才學，好比湧出的泉水，雖純潔但很容易就掌握。黃憲則像廣闊的湖泊，沒辦法讓它澄清，也無法使它混濁，難以估計。

### 號曰徵君
汝南太守山陽人王龔，為政崇尚寬厚平和，喜愛賢士。他任命袁閬為功曹，舉薦本郡人黃憲、陳蕃等。黃憲不願受召，陳蕃則就任官職。
黃憲年少時被舉薦為孝廉，後又應召到官府；朋友勸他當官，黃憲也不拒絕，暫時到洛陽候選，稍作停留後居然就啟程回家。四十八歲時去世，人們稱他為「徵君」。 

## 軼事
明朝王逢年偽託黃憲之名撰寫《天祿閣外史》。

## 黃叔度文化主題遊園

### 黄叔度墓
位於正陽縣西北隅，縣教體局院內。前有古墓碑兩碑，東側為唐碑，西側為乾隆十七年（公元1752年）墓碑。東側唐碑，高2.4米，寬0.76米，厚0.17米。碑面正中題「漢黃叔度墓」，碑左下側題刻「顏真卿書」四字。西側清碑，高2.5米，寬0.76米，厚0.17米。碑面無紋飾，正中題「漢黃征君墓」，左下側題刻「會稽後學南渠沈浯敬書」十個小字，均為楷書。2008年6月被河南省政府列為省級文物保護單位。

### 黃叔度紀念館
河南省境內的博物館，在黃叔度墓的東南側，坐南朝北新建。內有不同時期黃憲相關文獻記載、與黃憲有關的詩詞30多首及文人對黃憲的評價。

## 評價

### 時人評價
- 戴良：「良不見叔度，不自以為不及；既睹其人，則瞻之在前，忽焉在後，固難得而測矣。」《後漢書·黃憲傳》
- 周舉、陳蕃：「時月之閒不見黃生，則鄙吝之萌復存乎心。」《後漢書·黃憲傳》
- 周乘：「吾時月不見黃叔度，則鄙吝之心已復生矣。」《世說新語·德行》
- 陳蕃：「叔度若在，吾不敢先佩印綬矣。」《後漢書·黃憲傳》
- 郭泰：「叔度汪汪如千頃之波，澄之不清，撓之不濁，其器深廣難測矣。」《太平廣記·卷第一百六十九》

### 後人評論
- 范曄：黃憲言論風旨，無所傳聞，然士君子見之者，靡不服深遠，去玼吝。將以道周性全，無德而稱乎？《後漢書·黃憲傳》
- 范汪：憲隤然其處順，淵乎其似道，淺深莫臻其分，清濁未議其方。若及門於孔氏，其殆庶乎！《後漢書·黃憲傳》
- 郝經：叔度資質雖美，使問學聖門，庶幾厠游、夏之列，一間地位，恐未易至也。《續後漢書·卷六十九上》
- 元稹：最笑近來黃叔度，自投名刺占陂湖。《重酬樂天》
- 李瀚：黃憲萬頃。《蒙求》
- 白居易：顏回與黃憲，何辜早夭亡。《郊陶潛體詩十六首》
- 黄滔：多君於士元廊廟，待我以叔度陂湖。《祭崔補闕》
- 蘇泂：平生黄叔度，見可俗塵空。《泠然齋詩集·寄盧子髙二首》
- 楊億：數日不逢黄叔度，胸中鄙吝一時生。《麗水甄殿丞移疾請告》
- 鄭元祐：此花政如黄叔度，不見令人鄙吝生。《題梅花卷》
- 徐賁：美哉黄叔度，千古稱其賢。《北郭集·讀史其二》
- 練子寧：人物數推黃叔度。《練中丞集·全覽》
- 袁宏道：三代而下，亦有一二至人，與龍德相近者。漢之子房、東方朔、黃叔度，晉之阮嗣宗，唐之狄仁傑是也。《袁中郎全集·卷之十六》
- 牛希濟：黃叔度牛醫之子，以德行聞。《寒素論》
- 王紳：黃憲千頃陂，世以亞聖擬。《夜坐呈正學方先生》
- 歸有光：賈生之通達，蔡邕之文學，張衡之精思，卓茂之循良，李膺之高節，黃憲之雅度，鄧禹之功勳，有不可一二數者。《震川先生集》
- 王夫之：孝廉之舉，至於順帝之世而已極乎陋矣，士之欲致貴顯者知有郡縣而不知有朝廷也，知有請托扳附而不知有學術事功也，故黃憲之流，恥之如浼焉。《讀通鑒論·卷八》
- 胡應麟：君不見黄叔度，胷次汪汪千頃波。君不見張茂先，襟懷朗朗百間屋。《少室山房集·晉陵夜泊寄懷張總戎黄刺史》
- 康有為：叔度自遠量，曼容善知足。《贈陳鎮南編修兄》
- 柏楊：黄憲先生的風範氣度，經過這麼多人嚷嚷，他閣下遂在歴史上，佔一席之地，而且被人當作榜樣，列為典故。然而在拜讀了他的史蹟之後，發現他不過是一個標準的幸運兒，主導或被導一場利祿騙局。《柏楊全集·第二十五冊》

## 延伸阅读
[在维基数据编辑]
 《後漢書·卷53》，出自范晔《後漢書》

## 外部連結
- 中國哲學書電子化計劃《震川先生集》
- 中國哲學書電子化計劃《世說新語箋疏》